# Meseta de Finnmark

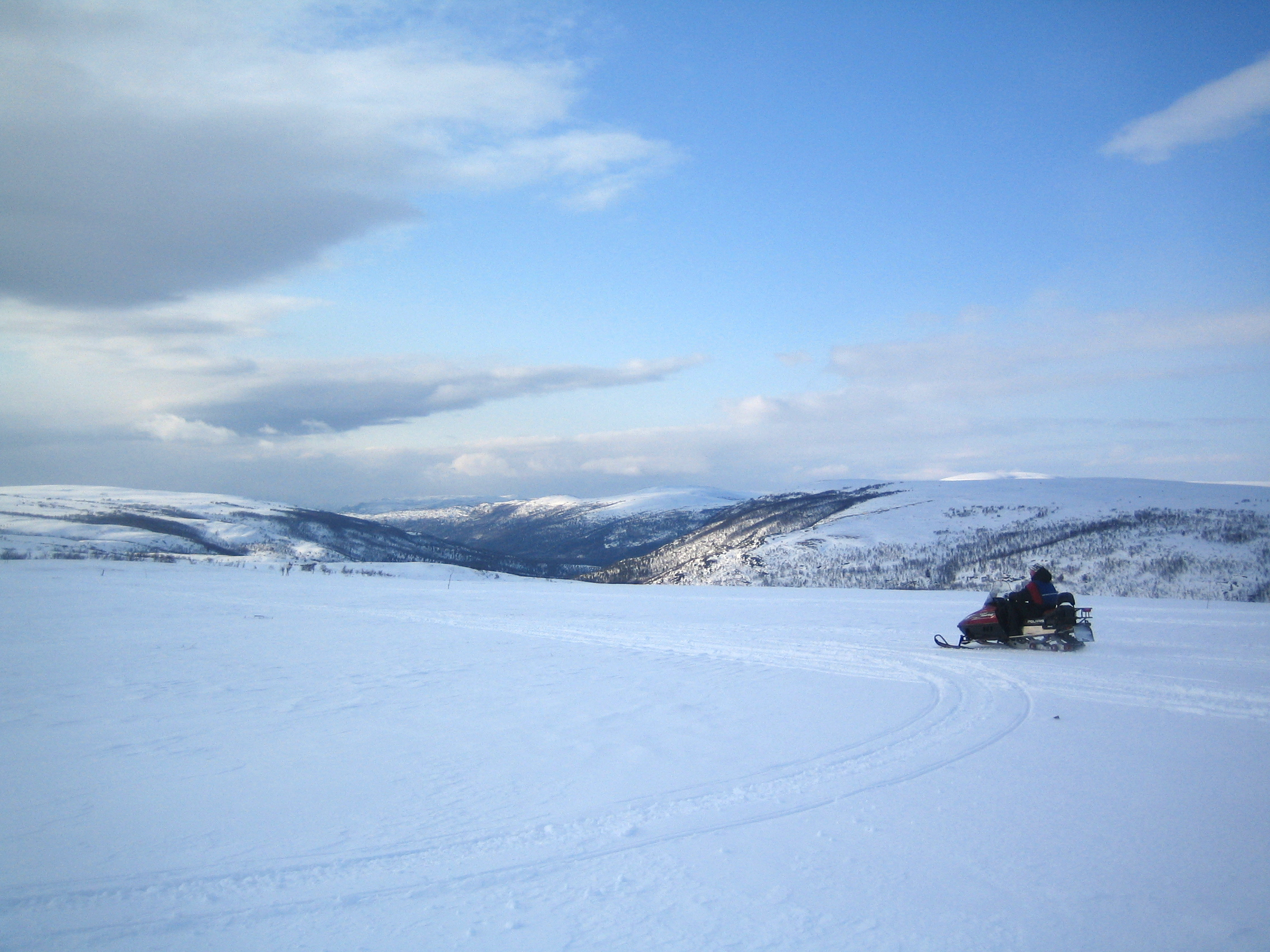
Finnmarksvidda cerca de Alta (el valle del Altaelva al fondo).

La meseta de Finmark, Tierras Altas de Finnmark y, a veces Finnmarksvidda (en noruego: Finnmarksvidda; en sami septentrional: Finnmárkkoduottar), es una amplia meseta o planicie localizada en la parte septentrional de la península escandinava, con una superficie de más de 22 000 km², la más extensa de Noruega aunque la parte oriental se adentra en Finlandia. Tiene una altitud media de 300-500 m y supone el 36 % del condado noruego de Finnmark. 

## Geografía
Desde Alta, en el oeste, a la península de Varanger, en el este, se extiende a lo largo de aproximadamente 400 km entrando en Finlandia, alcanzando los 300 km de anchura en algunos puntos de norte a sur. La parte más meridional de la meseta está protegida por el parque nacional Øvre Anárjohka. El parque, de 1409 km², se inauguró en 1976.
Los paisajes, tanto como la flora y la fauna, son muy limitados: bosques de abedul, pinares, ciénagas y lagos, aunque gran parte del año se encuentran cubiertos de nieve.